# Microrregión del Seridó Oriental
La microrregión del Seridó Oriental es una de las microrregiones del estado brasilero del Río Grande del Norte perteneciente a la mesorregión Central Potiguar. Su población fue estimada en 2006 por el IBGE en 118.004 habitantes y está dividida en diez municipios. Posee un área total de 3.777,267 km².

## Municipios.
- Acari.
- Carnaúba dos Dantas.
- Cruzeta.
- Currais Novos.
- Equador.
- Jardim do Seridó.
- Ouro Branco.
- Parelhas.
- Santana do Seridó.
- São José do Seridó.